# 太田昇
太田 昇（おおた のぼる、1951年（昭和26年）8月25日 - ）は、日本の政治家。岡山県真庭市長（4期）。元京都府副知事。

## 来歴
岡山県真庭郡久世町（現：真庭市）出身。岡山県立津山高校を経て、1975年（昭和50年）3月、京都大学法学部卒業。同年4月、京都府庁に入庁。2010年（平成22年）5月、山内修一とともに京都府副知事に就任。
2013年（平成25年）2月、副知事を辞職。同年4月に行われた真庭市長選挙に出馬し無投票で初当選。4月24日、市長に就任。
2017年（平成29年）1月11日、東京での出張中に総務省から宿泊先への移動の途中、地下鉄の駅で階段を踏み外して左腕を骨折する3カ月の重傷を負い入院し手術を受けた（職務代理者は置かない）。同年4月、無投票で再選。
2021年、無投票で3選。
2025年、無投票で4選。

## 市政
- 2021年12月1日、LGBTなど性的少数者のカップルが婚姻に相当する関係にあると認める「パートナーシップ宣誓制度」の運用を開始した[8]。事実婚のカップルも制度の対象に含めたのは県内で初めて[9]。